# لوطس أرمني
لوطس أرمني (الاسم العلمي:Lotus armeniacus) هي نوع نباتي يتبع جنس اللوطس من فصيلة البقولية.